# Dary Batista de Oliveira
Dary Batista de Oliveira, conosciuto semplicemente come Dary o Dari (São Pedro do Paraíso, 20 ottobre 1940), è un ex calciatore brasiliano, di ruolo difensore.

## Carriera

### Club
Dal 1959 al 1964 fu nella rosa del Fluminense. Durante la sua militanza la Flu vinse due Campionati Carioca, un Torneo Rio-San Paolo oltre a raggiungere la semifinale della Taça Brasil 1960 persa contro i futuri campioni del Palmeiras.

### Nazionale
Nel 1959 partecipò al torneo calcistico dei III Giochi panamericani tenutisi a Chicago, ove con i verde-oro giunse al secondo posto alle spalle dell'Argentina.
Fu tra i selezionati per partecipare al torneo calcistico dei Giochi della XVIII Olimpiade, ove giocò tutti e tre gli incontri del girone eliminatorio della nazionale verde-oro, non riuscendo a passare alla fase ad eliminazione diretta.

#### Cronologia presenze e reti nella Nazionale Olimpica
| Cronologia completa delle presenze e delle reti in nazionale ― Brasile Olimpica | Cronologia completa delle presenze e delle reti in nazionale ― Brasile Olimpica | Cronologia completa delle presenze e delle reti in nazionale ― Brasile Olimpica | Cronologia completa delle presenze e delle reti in nazionale ― Brasile Olimpica | Cronologia completa delle presenze e delle reti in nazionale ― Brasile Olimpica | Cronologia completa delle presenze e delle reti in nazionale ― Brasile Olimpica | Cronologia completa delle presenze e delle reti in nazionale ― Brasile Olimpica | Cronologia completa delle presenze e delle reti in nazionale ― Brasile Olimpica |
| Data                                                                            | Città                                                                           | In casa                                                                         | Risultato                                                                       | Ospiti                                                                          | Competizione                                                                    | Reti                                                                            | Note                                                                            |
| ------------------------------------------------------------------------------- | ------------------------------------------------------------------------------- | ------------------------------------------------------------------------------- | ------------------------------------------------------------------------------- | ------------------------------------------------------------------------------- | ------------------------------------------------------------------------------- | ------------------------------------------------------------------------------- | ------------------------------------------------------------------------------- |
| 31-8-1959                                                                       | Chicago                                                                         | Stati Uniti olimpica                                                            | 5 – 3                                                                           | Brasile olimpica                                                                | III Giochi panamericani                                                         | -                                                                               |                                                                                 |
| 3-9-1959                                                                        | Chicago                                                                         | Brasile olimpica                                                                | 6 – 2                                                                           | Messico olimpica                                                                | III Giochi panamericani                                                         | -                                                                               |                                                                                 |
| 26-8-1960                                                                       | Livorno                                                                         | Brasile olimpica                                                                | 4 – 3                                                                           | Regno Unito olimpica                                                            | Olimpiadi 1960                                                                  | -                                                                               |                                                                                 |
| 29-8-1960                                                                       | Roma                                                                            | Brasile olimpica                                                                | 5 – 0                                                                           | Taiwan olimpica                                                                 | Olimpiadi 1960                                                                  | -                                                                               |                                                                                 |
| 1-9-1960                                                                        | Firenze                                                                         | Italia olimpica                                                                 | 1 – 0                                                                           | Brasile olimpica                                                                | Olimpiadi 1960                                                                  | -                                                                               |                                                                                 |
| Totale                                                                          |                                                                                 | Presenze                                                                        | 5                                                                               |                                                                                 | Reti                                                                            | 0                                                                               |                                                                                 |

## Palmarès
- Campionato Carioca: 2

Fluminense: 1964, 1969
- Torneo Rio-San Paolo: 1

Fluminense: 1960